# Dubai World
Dubai World est une société d'investissement contrôlée par le gouvernement de l'émirat de Dubaï, aux Émirats arabes unis. Parmi les entreprises qu'elle contrôle figurent Dubai Ports World, qui gère les ports de l'émirat, Nakheel Properties, un grand groupe immobilier et Emirates, une compagnie aérienne.

## Historique
Le 25 novembre 2009, la société demande un moratoire sur le remboursement de sa dette s'élevant à 59 milliards de dollars américains, ce qui provoque des baisses de valeurs mobilières parmi ses principaux créanciers.
Le 23 juillet 2010, la société Dubaï World informe les 73 banques qui la financent qu'elle souhaite finaliser « dans les prochains mois » la restructuration de sa dette. La dette a été restructurée par le fonds vautour Aurelius Capital Management[réf. nécessaire].
Andrew Watson est le directeur de Dubai World, depuis juillet 2011.
En janvier 2015, Dubaï World restructure à nouveau sa dette qui avoisine les 25 milliards de dollars. Les créanciers porteurs de cette dette sont principalement l'émirat de Dubaï, Abu Dhabi Commercial Bank et Emirates NBD bank, mais aussi HSBC, Lloyds, RBS et Standard Chartered.
En mars 2022, la division P&O Ferries de sa filiale DP World a licencié 800 membres d'équipage, ce qui a provoqué des réactions négatives au Royaume-Uni, mettant potentiellement en danger le statut fiscal des ports francs de DP World à Londres et à Southampton.